# Dennevy
Dennevy – miejscowość i gmina we Francji, w regionie Burgundia-Franche-Comté, w departamencie Saona i Loara.
Według danych na rok 1990 gminę zamieszkiwały 282 osoby, a gęstość zaludnienia wynosiła 61 osób/km² (wśród 2044 gmin Burgundii Dennevy plasuje się na 631. miejscu pod względem liczby ludności, natomiast pod względem powierzchni na miejscu 1259.).